# Heteropalpia rosacea
Heteropalpia rosacea là một loài bướm đêm trong họ Erebidae.